# Cambridge, Kansas
Cambridge är en ort i Cowley County i Kansas. Vid 2010 års folkräkning hade Cambridge 82 invånare.